# West End (Queensland)
West End is een plaats in de Australische deelstaat Queensland en telt 6161 inwoners (2004). West End ligt nabij de stad Brisbane, ten westen van het centrum van deze stad.